# Campeonato Europeo de Rugby League División C 2016
El Campeonato Europeo de Rugby League División C de 2016 fue la novena edición del torneo de tercera división europeo de Rugby League.

## Equipos
- República Checa
- Ucrania

## Posiciones
| Equipo          | Encuentros | Encuentros | Encuentros | Encuentros | Tantos  | Tantos    | Tantos     | Puntos |
| Equipo          | jugados    | ganados    | empatados  | perdidos   | a favor | en contra | diferencia | Puntos |
| --------------- | ---------- | ---------- | ---------- | ---------- | ------- | --------- | ---------- | ------ |
| Ucrania         | 2          | 2          | 0          | 0          | 108     | 18        | +90        | 4      |
| República Checa | 2          | 0          | 0          | 2          | 18      | 108       | -90        | 0      |

### Partidos
|  | Ucrania | 46 - 6 | República Checa |  |  |

| 8 de octubre | República Checa | 12 - 62 | Ucrania |  |  |

| Bandera de Ucrania |
| Campeón Ucrania    |
| Tercer título      |